# Церква Пресвятої Трійці (Скоморохи)
Церква Пресвятої Трійці в Скоморохах — парафія і храм греко-католицької громади Великоберезовицького деканату Тернопільсько-Зборівської архієпархії Української греко-католицької церкви в селі Скоморохи Тернопільського району Тернопільської области.

## Історія церкви
У 1914 році була збудована церква Пресвятої Трійці, що стало роком утворення самостійної парафії. Храм спорудили у вигляді базиліки з одним куполом.
Усередині церкви розташовані три дерев'яні престоли. Для центрального престолу придбали різьблений і позолочений кивот у вигляді церкви.
Жертводавцями храму були Теодор Іванів, Григорій Лотоцький, Марія Снітинська та інші парафіяни.
У 1914 році церкву освятив отець Микола Бріль.
До 1946 року церква належала до УГКЦ, потім до Московського патріархату, а у 1990 році знову повернулася до УГКЦ.
25 червня 1937 року з єпископською візитацією парафію відвідав єпископ Никита Будка.
З 1991 року при церкві діє братство Матері Божої Неустанної Помочі.
Парафія володіє проборством.

## Парохи
- о. Юліан Сироїчковський (1903—1908),
- о. Микола Бріль (1909—1924),
- о. Євген Лопатинський (1924—1925),
- о. Ярослав Мілевич (1925—1930),
- о. Віктор Бордуляк (1930—1935),
- о. Петро Берета (1935—1942),
- о. Василь Станимир (1942—1946),
- о. Василь Собчук (1990—1996),
- о. Омелян Колодчак (1996—2003),
- о. Ігор Чибрас (з 2003).